# Air Gear
Air Gear (エア・ギア, Ea Gia) é uma série de mangá escrita e ilustrada por Oh! Great. Foi publicado na revista semanal Weekly Shōnen Magazine pela primeira vez em 2002 e terminou em julho de 2012. Uma adaptação de anime criada pela Toei Animation foi exibida pela TV Tokyo entre 4 de abril e 27 de setembro de 2006, durando 25 episódios. A série também foi adaptada em um musical.

## Enredo
Minami "Ikki" Itsuki, é um jovem de 13 anos, estudante e delinquente juvenil. Também conhecido como o "imbatível baby Face", Ikki é o líder de uma gangue juvenil chamada de "Gunz do Lado Leste". Após ser humilhado por uma gangue de Storm Riders chamada de Skull Saders, tanto seu orgulho quanto sua reputação na escola é manchada. Ao retornar para casa, ele descobre um segredo envolvendo suas benfeitoras, as irmãs Noyamano. As irmãs pertencem a um grupo notório de Storm Riders chamado Sleeping Forest. Ikki ganha um par de Air Tracks (At's) de suas irmãs. Eventualmente Ikki resolve as diferenças com os Skull Saders, mas ao mesmo tempo ele recebe mais que a simples sensação de revanche. Determinado a experimentar a sensação única de "voar", ele aos poucos vai penetrando cada vez mais no intrincado e perigoso submundo dos Storm Riders.
Aos poucos, as ações de Ikki atraem o interesse de outros Storm Riders, entre eles, Simca, o "pássaro migratório", que acredita poder guiar nosso herói ao trono de "Sky King" (Rei dos Céus), a mais alta classificação entre os Storm Riders.
Nos seus progressos, Ikki acaba formando com seus companheiros o seu próprio time (a sua própria equipe), o Kogarasumaru. (Obs: o mangá e o anime tem começos totalmente diferentes)

## Mídias

### Mangá
O mangá Air Gear escrito e ilustrado por Oh! Great foi publicado entre 2002 e 2012 na revista Weekly Shōnen Magazine. A Kodansha compilou todos os capítulos e lançou em 37 tankobon entre 16 de maio de 2003 e 17 de julho de 2012. O último volume contou com 46 páginas criadas exclusivamente para a versão encadernada. No Brasil, o mangá é publicado desde agosto de 2011 pela editora Panini.

### Anime
Uma versão animada da série produzida pela Toei Animation e dirigida por Hajime Kamegaki foi exibida entre 4 de abril e 26 de setembro de 2006 pela TV Tokyo. O anime usou como abertura a música "Chain" por Back-On e "Sky-2-High" por Skankfunk.

### OVA
Na 33ª edição da Weekly Shōnen Magazine em 2010, foi anunciado que um OVA baseado na série seria lançado junto da edição limitada do 30º volume do mangá. Tal adaptação foi dirigida por Shinji Ishihira e produzida pelo estúdio Satelight, que trocou os dubladores usados na versão da Toei, por exemplo Ikki foi dublado por Nobuhiko Okamoto enquanto Yukari Fukui e Haruka Tomatsu dublaram Kururu e Ringo, respectivamente.

### Musical
A série foi adaptada em um musical, que foi exibido em Tóquio entre 7 e 14 de janeiro de 2007 e também entre dia 19 e 21 do mesmo mês na cidade de Osaka. A produção contou com Kenta Kamakari, Kenn e Kenjiro Tsuda fazendo os mesmos personagens que fazem no anime: Ikki, Kazu e Spitfire. Também estrelaram o musical Masaki Kaji, Kousuke Yonehara, Hiroya Matsumoto e os membros da banda Run&Gun.

## Recepção
O mangá recebeu o Prêmio de Mangá Kōdansha na categoria shōnen em 2006.